# Большой ракетный корабль

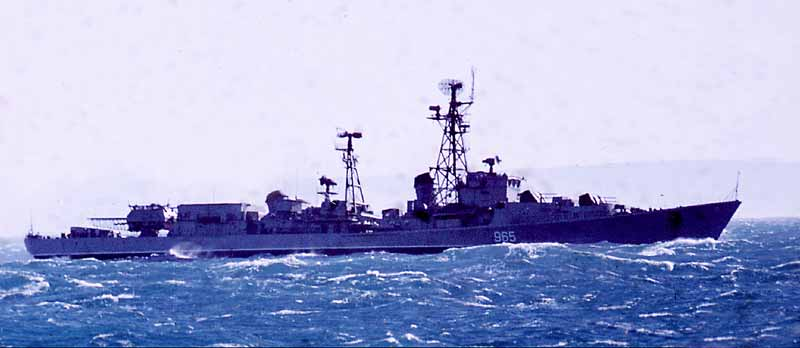
БРК «Неуловимый» проекта 56-М, 1970 год

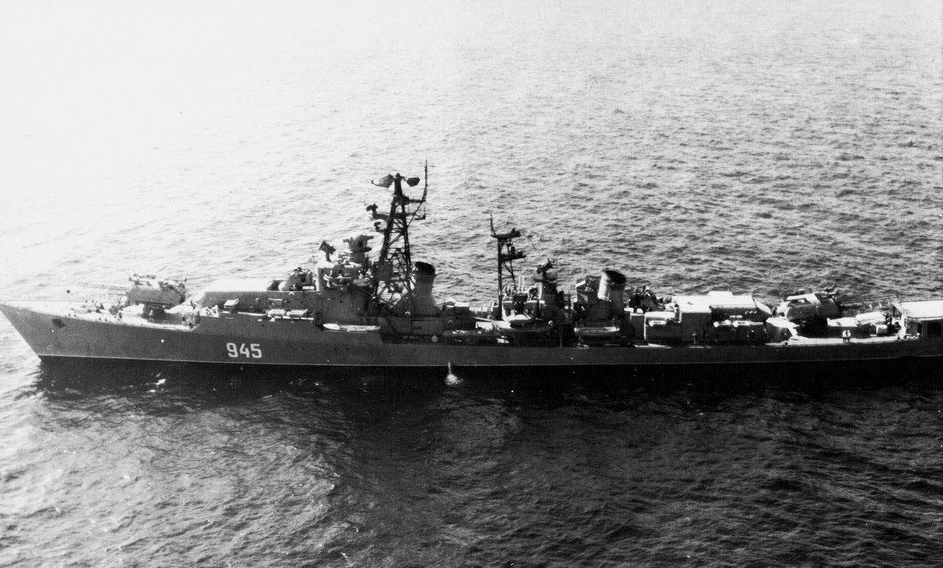
БРК «Зоркий» проекта 57-бис 1967 год

Большой ракетный корабль (сокращённо БРК) — подкласс ракетных кораблей в советской военно-морской классификации. Занимает промежуточное положение между ракетным крейсером и малым ракетным кораблём. В странах НАТО советские БРК классифицировались как фрегаты.

## История
Советская военно-морская классификация предполагала следующую линейку ударных ракетных кораблей : ракетный крейсер — большой ракетный корабль — малый ракетный корабль — ракетный катер. Однако морская практика внесла в эту классификацию некоторые изменения. Подкласс больших ракетных кораблей не стал самостоятельной классификационной единицей. К этому подклассу обычно относили артиллерийские эсминцы и большие противолодочные корабли, которые в результате модернизации получали на вооружение противокорабельные ракеты. Единственным типом кораблей этого подкласса, который изначально проектировался как ударный ракетный корабль, были корабли проекта 57-бис. С появлением в начале 1980-х годов в ВМФ СССР эсминцев проекта 956 подкласс БРК потерял свою актуальность, и его место в линейке ударных ракетных кораблей между ракетными крейсерами и малыми ракетными кораблями заняли эсминцы 1-го ранга. Последний подкласс также не получил развития, так как кроме эсминцев проекта 956 к этому подклассу можно отнести единственный корабль проекта 1155.1, формально классифицируемый как БПК.
В настоящее время (на май 2015 года) корабли данного подкласса в ВМФ России отсутствуют.

## Представители
- Эскадренные миноносцы проекта 56, модернизированные по проектам 56-ЭМ, 56-М, 56-У (с 19 мая 1966 года);
- Большие ракетные корабли проекта 57-бис;
- Большие противолодочные корабли проекта 61, модернизированные по проекту 61-МП (с 28 июня 1977 года по 1 октября 1980 года);